# 费剑平
费剑平（1972年11月—2010年2月5日），原华中科技大学经济学院经济学系副教授兼副主任。因肝癌晚期英年早逝，享年38岁。他的教学型式活潑，经常以学生可以触及到的事实案例配合教材讲学，课堂经常因为他的“小笑话”而异常生动有趣。

## 学习经历
- 1995年 经济学学士 华中理工大学
- 1998年 经济学硕士 湖北省社会科学院
- 2003年 经济学博士 华中科技大学
- 1998年至今 华中科技大学经济学院
- 2004年12月 - 2006年7月 在美国亚利桑那州立大学访问进修

## 学术主攻方向
- 劳动经济学

## 主要教授科目
- 宏观经济学
- 微观经济学
- 信息经济学

## 主要作品（多是译作）
- 《莫迪利亚尼文萃》（译），首都经贸大学出版社，2001
- 《博弈论》（译），中国经济出版社，2001
- 《结构性萧条》（译），中国经济出版社，2002
- 《计量经济学方法》（译），中国经济出版社，2002
- 《计量经济学导论》（译），中国人民大学出版社，2003
- 《计量经济学基础》（译），中国人民大学出版社，2003
- 《国际经济学》（译），北京大学出版社，2004
- 《宏观经济学》，首都经贸大学出版社，2004
- 《计量经济分析》（译），中国人民大学出版社，2005

## 主要论文
- 《现代经济学与金融学前沿讲座综述》，《经济学动态》，2001（12）
- 《利息税对稳态消费的一般均衡影响》，《财经研究》，2002(6)
- 《现代经济学与金融学前沿研究的一些进展》，《经济学》(季刊)，2003.1
- 《2003年诺贝尔经济学奖评述文章》，《经济学动态》，2003（10）

## 做过的科研项目
- 主持学校人文社会科学课题：公共决策过程中的信息与激励，2000-2002
- 参加国家社科基金：农业组织技术进步及其与农业剩余劳动力的转移问题研究（方齐云教授主持），2001-2004

## 资料来源
- 华中科技大学经济学院 （页面存档备份，存于）